# 新モンゴル学園
新モンゴル学園（モンゴル語: Шинэ Монгол сургууль、英語: Shine Mongol School）は、モンゴル国の首都ウランバートルに所在する教育機関。2000年にジャンチブ･ガルバドラッハが創立した新モンゴル高等学校（モンゴル語: Шинэ Монгол ахлах сургууль、英語: Shine Mongol High School）を前身とする。小学生向け教室が25室、中学生向け教室が30室、高校生向け教室が35校ある。新モンゴル小中高一貫学校とも。

## 概要
2000年、新モンゴル高等学校（モンゴル語: Шинэ Монгол ахлах сургууль、英語: Shine Mongol High School）は初代校長ジャンチブ･ガルバドラッハによって開校された。ガルバドラッハ校長（当時）は、1990年代後半に日本の東北大学、山形大学、東北大学大学院で修学した留学生である。彼が新モンゴル高等学校の創立に当たって狙いとした目標は国際的な授業時間の基準を満たした3年制の全日制高校であり、そのため日本の高度経済成長を支えた1970年代のカリキュラムや、制服、給食、クラブ活動、ボランティアなど日本の学校制度を取り入れた。
2004年、新モンゴル中等学校（モンゴル語: Шинэ Монгол дунд сургууль、英語: Shine Mongol Secondary School）が開校。2008年、新モンゴル小学校（モンゴル語: Шинэ Монгол бага сургууль、英語: Shine Mongol Primary School）が開校。
2014年、新モンゴルアカデミー（モンゴル語: Шинэ Монгол эрдмийн хүрээлэн、略称: ШМЭХ、英語: New Mongol Academy）に発展してガルバドラッハが初代理事長に就任し、それまでの小学校、中学校、高等学校が小中高一貫教育の新モンゴル学園（モンゴル語: Шинэ Монгол сургууль、英語: Shine Mongol School）に統合された。

## 住所
| 日本語     | ウランバートル市バヤンズルフ区第25ホロー第13地区マンライバートル・ダムディンスレン通り43番地          |
| モンゴル語 | Улаанбаатар хот, Баянзүрх дүүрэг 25-р хороо, 13-р хороолол, Манлайбаатар Дамдинсүрэнгийн гудамж 43    |
| 英語       | Manlaibaatar Damdinsüren Street 43, 13th Khoroolol, Bayanzürkh District 25th Khoroo, Ulaanbaatar City |